# Siliștea Gumești (gmina)
Siliștea Gumești – gmina w Rumunii, w okręgu Teleorman. Obejmuje tylko jedną miejscowość Siliștea Gumești. W 2011 roku liczyła 2633 mieszkańców. 